# 椰子宮
椰子宮（Coconut Palace），又稱Tahanang Pilipino（菲律賓之家），位於馬尼拉菲律賓文化中心園區內，原為菲律賓的國賓館，亦曾為菲律賓副總統官邸及辦公室。
椰子宮於1978年由總統夫人伊梅尔达·马科斯提案興建，用於接待國賓、特別是預定來訪的教宗若望·保祿二世。興建費用為三千七百萬菲律賓披索。但1981年2月若望·保祿二世抵達菲律賓訪問時，認為和菲律賓人民的普遍貧困相比，此建築過分奢華，因而拒絕入住。
椰子宮顧名思義以椰子為建築特色，大部分的建材取自椰木及椰子殼。建築呈八邊形，屋頂形狀類似菲律賓傳統的Salakot帽。屋內裝潢的主題大多和椰子有關，包含以101片椰子殼組裝成的吊燈，以及以四萬片椰子殼碎片組裝成的餐桌。二樓的七間房間以菲律賓的省份命名，並在房內展示該省出產的手工藝品。
經過大規模的整修，椰子宮於2011年2月11日改為副總統杰约马尔·比奈的官邸。但2016年比奈卸任後，繼任副總統未再使用。

## 軼聞
椰子宮曾出現在2004年美國真人秀節目《極速前進》的第五季，是第11段賽程的中繼站。時任菲律賓總統阿罗约的女兒Luli Arroyo在該處歡迎參賽者。